# Astragalus gentryi
Astragalus gentryi är en ärtväxtart som beskrevs av Paul Carpenter Standley. Astragalus gentryi ingår i släktet vedlar, och familjen ärtväxter. Inga underarter finns listade i Catalogue of Life.